# グリング
グリングは、日本の劇団。1997年に演劇集団 円演劇研究所を卒業した青木豪が結成した。緻密な人間観察により日常的な場面に潜む登場人物の葛藤や心情を浮き彫りにすることが特徴である。2009年12月23日の『Jam』の公演を最後に活動を休止、2014年に解散した。

## 劇団員
- 青木豪
- 杉山文雄
- 中野英樹
- 萩原利映

## 公演
- 『アフター・スクール』（1997年、東京芸術劇場）
- 『光のあと』（1998年、東京芸術劇場）
- 『昨日・今日・明日』（1999年、アイピット目白）
- 『イノセント』（2001年、東京芸術劇場）
- 『3／3　サンブンノサン』（2001年、東京芸術劇場）
- 『ストリップ』（2002年、『劇』小劇場）
- 『ヒトガタ』（2003年、スズナリ）
- 『jam』（2003年、スズナリ）
- 『旧歌 きゅうか』（2004年、『劇』小劇場）
- 『ストリップ』（2004年、シアタートップス）
- 『カリフォルニア』（2005年、シアタートップス）
- 『海賊』（2005年、スズナリ）
- 『虹』（2006年、紀伊國屋ホール）
- 『ヒトガタ』（2007年、シアタートップス）
- 『Get Back!』（2007年、スズナリ）
- 『ピース-短編集のような・・・・・』（2008年、スズナリ）
- 『吸血鬼』（2009年、青山円形劇場）
- 『Jam』（2009年、東京芸術劇場）